# Queen
Queen je britanska rockovska skupina, ki je nastala z razpadom skupine Smile, katere člana sta bila Brian May (kitarist) in Roger Taylor (bobni). Po odhodu pevca sta se jim pridružila Freddie Mercury in bas kitarist John Deacon. Skupina kljub Freddiejevi smrti ni razpadla. John Deacon se je upokojil, da bi posvetil več časa svojim otrokom, ostala dva pa sta od leta 2005 na turneji s Paulom Rodgersom.
Znani so kot pionirji progresivnega rocka, heavy metala in glam rocka.

## Člani zasedbe
- Freddie Mercury - (vokal) Med širšim občinstvom je najbolj znan kot glavni vokalist in frontman skupine. Igral je klavir in je tudi avtor številnih pesmi, najbolj znane so zbrane na albumu Greatest Hits. Spoznati ga je bilo mogoče po značilnem glasu s širokim razponom.
- Roger Taylor - (bobni) Bil je bobnar, skupaj z Mayjem je pel spremljevalne vokale, za razliko od njega pa je pel glavni vokal pri večini svojih pesmi. Poleg bobnov je pri svojih pesmih igral tudi glavno ali ritem kitaro.
- Brian May - (električna kitara) May je bil glavni kitarist skupine. Medtem ko je pogosto sodeloval kot spremljevalni vokal, je priložnostno tudi igral klavir. Bil je tudi glavni vokal v nekaterih pesmih (npr. »39« in »Good Company«. Skupaj z Rogerjem Taylorjem je bil član predhodne skupine Smile, iz katere je nastala Queen. Kot otrok je z očetom sestavil svojo kitaro Red Special, ki jo uporablja še danes.
- John Deacon - (bas kitara) Deacon je bil bas kitarist in je edini član skupine, ki ni pel na albumih posnetih v studiu. Skupini se je kot zadnji pridružil leta 1971 in je avtor najmanj pesmi.

## Zaščitni znak
Zaščitni znak skupine je znan kot Queen Crest (perjanica, ponos), narisal pa ga je Mercury. Vsebuje horoskopska znamenja vseh štirih članov skupine: dva leva (Deacon in Taylor), raka (May) in dve vili za devico (Mercury). Leva držita veliko črko Q, na kateri je rak, pod njo pa sta dve vili. Na vrhu je feniks.

## Zgodovina
Brian May in Roger Taylor sta s Timom Staffellom igrala v pol-profesionalnem bendu. Mercury je bil Staffellov cimer na Ealing Arts Kolidžu in je tako lahko od blizu spremljal njihovo glasbo, sam pa je pel v drugih skupinah, kot npr. v Ibex leta 1969 in Sour Milk Sea leta 1970. Kljub temu je bil navdušen nad izmenjavo idej. Staffell je zapustil Smile in se pridružil skupini Humpy Bong. Smile je s tem razpadla, vendar je Mercury vztrajal pri sodelovanju, tako so se aprila 1970 preimenovali v Queen. John Deacon se jim je pridružil februarja 1971.
Na britanske glasbene lestvice so se prvič povzpeli leta 1974 s singlom »Seven Seas of Rhye«, z albuma Queen II. Naslednja velika uspešnica, ki se je uvrstila celo na drugo mesto, je bila »Killer Queen« s tretjega albuma Sheer Heart Attack. Njihova še dandanes največja uspešnica je bila »Bohemian Rhapsody«, singl z albuma A Night at the Opera. V Združenem kraljestvu je kot št. 1 vladala devet tednov, še leta 2004 je bila druga najbolj predvajana pesem na britanskih radijskih postajah. Queen so znani tudi po spektakularnih koncertih, ki so podirali rekorde obiskanosti. Med bolj znanimi so koncert v londonskem Hyde Parku s 150.000 obiskovalci in dva zaporedna večera na festivalu Rock in Rio (Rio de Janeiro, Brazilija) leta 1985 s po 300.000 obiskovalci. Skupno si je njihove nastope na turnejah ogledalo več milijonov ljudi. 7. februarja 1979 so v sklopu turneje Jazz European Tour nastopili tudi v Ljubljani, v Hali Tivoli.
Po Mercuryjevi smrti leta 1991, so mu naslednje leto v čast priredili Freddie Mercury Tribute Concert, ki naj bi bil celo bolj gledan od Live Aida. Na njem je nastopilo veliko slavnih glasbenikov tistega časa: Led Zeppelin, Elton John, Axl Rose, Metallica, Paul Young, George Michael, Extreme, Lisa Stansfield, David Bowie, Liza Minelli, Zucchero, Annie Lennox, Seal, Def Lepard in mnogi drugi.
John Deacon se je upokojil leta 1997, Taylor in May pa sta na turnejah še nekaj časa sodelovala s Paulom Rodgersom pod imenom Queen + Paul Rodgers.
Kasneje so združili moči še s pevcem Adamom Lambertom. 

## Diskografija

### Albumi
- Queen (1973)
- Queen II (1974)
- Sheer Heart Attack (1974)
- A Night at the Opera (1975)
- A Day at the Races (1976)
- News of the World (1977)
- Jazz (1978)
- Live Killers (1979)
- The Game (1980)
- Flash Gordon (1980)
- Greatest Hits (1981)
- Hot Space (1982)
- The Works (1984)
- A Kind of Magic (1986)
- Live Magic (1986)
- The Miracle (1989)
- Innuendo (1991)
- Greatest Hits II (1991)
- Live at Wembley '86 (1992)
- Made In Heaven (1995)
- Rocks (1997)
- Greatest Hits III (1999)
- Queen on fire - Live at the Bowl (2004)

### Hit singli
- Killer Queen (1974)
- Bohemian Rhapsody (1975)
- We Will Rock You (1977)
- We Are the Champions (1977)
- Bicycle Race (1978)
- Don't Stop Me Now (1978)
- Another one Bites the Dust(1980)
- Crazy Little Thing Called Love (1980)
- Flash's Theme (Flash Gordon) (1980)
- Under Pressure (Queen & David Bowie) (1982)
- Radio Ga Ga (1984)
- I Want To Break Free (1984)
- Living On My Own (1985)
- A Kind of Magic (1986)
- Friends Will Be Friends (1986)
- Who Wants To Live Forever (Highlander) (1986)
- Princes of the Universe (Highlander) (1986)
- Barcelona (z Montserrat Caballé) (1987/88)
- Heaven for Everyone (1988)
- Too Much Love Will Kill You (1988-92)
- I Want It All (1989)
- The Invisible Man (1989)
- Breakthru (1989)
- These Are the Days of Our Lives (1991)
- Show Must Go On (1991)